# Bulia
Bulia es un género de lepidópteros perteneciente a la familia Erebidae. Es originario de Norteamérica.

## Especies
- Bulia confirmans Walker, [1858]
- Bulia deducta Morrison, 1875
- Bulia mexicana Behr, 1870
- Bulia schausi Richards, 1941
- Bulia similaris Richards, 1936